# 大军山站
大军山站位于中华人民共和国湖北省武汉市汉南区武汉经济技术开发区，是武汉地铁16号线的地铁车站。

## 车站结构
大军山站为地下两层11米岛式站台车站，车站位于经开大道与龙湖北路交叉口北侧，沿经开大道南北向敷设，其中地下一层为站厅层，地下二层为站台层，车站总长度为308m，标准段宽度20.2m，采用明挖顺做法施工。车站共设置6个出入口（其中Ⅳ、Ⅴ号出入口预留）、4组风亭（其中两组风亭预留）和3个安全出口（其中1个安全口预留）。

### 车站出口
|                                                 |            |      |  |
| 出口編號                                        | 設施       | 照片 |  |
| A                                               |            |      |  |
| B                                               | （未开放） |      |  |
| C                                               | （未开放） |      |  |
| D                                               |            |      |  |
| 注： 設有升降機 \| 設有輪椅升降台 \| 設有洗手間 |            |      |  |

## 邻近地区
武汉军山长江大桥。

### 内部链接
- 武汉地铁车站列表